# شاخوان عبد الله
شاخوان عبد الله أحمد (1979 -) سياسي عراقي كردي، وعضو الحزب الديمقراطي الكردستاني، وعضو مجلس النواب العراقي في الدورة الثالثة 2014 حتى 2018، والدورة الخامسة 2021. اُنتخب نائباً ثانياً لرئيس مجلس النواب العراقي يوم 9 كانون الثاني سنة 2022.

## مناصبه
- مدير قانوني لدوائر التجارة في كركوك إلى سنة 2005 .
- مدير قانوني للتحقيقات في مجلس امن الإقليم، في محافظة كركوك للفترة من 2005 إلى 2014.
- أستاذ في جامعة جيهان للفترة من 2012 إلى 2014.
- مُقرّر لجنة الأمن والدفاع.
- عضو ونائب ورئيس لعديد من اللجنان النيابية والتحقيقية.[3]
- نائب ثاني لرئيس مجلس النواب العراقي 2022.